# عين الدملماجة
عين الدملماجة أو عين يونس وهي عين ماء، وموضعها في ظاهر نينوى -بين سوريها- في الجهة الشرقية منها، واديان كان تجري بهما مياه نهر الكومل ونهر الخوصر. وفي الوادي الشرقي منهما تقع عين الدملماجة أو (عين يونس) وهي تبعد عن باب شمس (في نينوى) قرابة كيلو متر واحد شرقا. ويعلو مدخل العين قوس من الحلان يستند على دعامتين يقطر الماء من سقفها وجدرانها، وتزداد كمية الماء بازدياد الأمطار في فصلي الشتاء والربيع، حتى أن مياهها ربما انسابت في الوادي فيسقي رعاة الأغنام ومواشيهم. ويقصد الناس هذه العين للتبرك والتطهر بمائها فهي من المنابع التي لها حرمة عندهم. وسبب هذا هو أن بعضهم يذهب إلى أنها العين التي تطهر بها النبي يونس، وأمر قومه أن يتطهروا بها. وذكرها الشابشتي عند كلامه عن دير يونان (دير يونس) بقوله: وتحت الدير عين تعرف بعين يونس، وذكرها  المقدسي في أواخر القرن الرابع الهجري وسماها عين يونس.
وأقدم من ذكرها باسم (الدملماجة) هو المنشئ البغدادي الذي زار الموصل سنة (1237ه‍/1822م) فقال عنها: وبمسافة نصف فرسخ من نينوى يوجد حوض ماء داخل الأرض صنع من أحجار، وله نقوش من أطرافه الأربعة، مملوءة من الماء الحلو (العذب) البارد، ينبع من الأرض ويسمى في الموصل (دملجة). وعلق عباس العزاوي مترجم الرحلة على كلمة (دملجة) انها (دملماجة)، هكذا ينطقونها في الموصل، وهو الصحيح، وذكر تعليلاً لاسمها، لعلها (دامله مه جه) و باللغة التركية تعني الترشح. وما ذهب إليه العزاوي هو الصحيح لأن ماء الدملماجة يترشح من سقفها وأطرفها ويتجمع في أسفل العين. تبعد عين الدملماجة (عين يونس) عن شرقي تل التوبة (تل النبي يونس) بمسافة كيلو متر واحد، وتقع على يسار الذاهب إلى برطلة، ولم تزل من المنابع التي يزورها أهل الموصل، ويعتقدون أنها عين يونس، وأن شجرة اليقطين التي أظلته كانت فوق هذه العين، فيقصدونها في فصل الربيع خاصة، ويتباركون بمائها ويلقون قليلاً من الملح في العين لكي تقبل زيارتهم. وبهذا يعقمون الماء فلا يتغير طعمه. وزارها الرحالة ابن جبير سنة (580 ه‍) وتطهر بمائها وقال عنها: ثم صبحنا العين المباركة وشربنا من ماءها وتطهرنا فيها وصلينا في المسجد المتصل بها. ولا أثر لمسجد الدملماجة في الوقت الحاضر. وفي تاريخ العراق الحديث ورد ذكر الدملماجة في إحدى صفحات أحداث ثورة الشواف عام (1959) في الموصل تعرف باسم (مجزرة الدملة ماجة) أو مجزرة الدملماجة.